# Patinatge de velocitat als Jocs Olímpics d'hivern de 2006
Als Jocs Olímpics d'hivern de 2006 celebrats a la ciutat de Torí (Itàlia) es disputaren dotze proves de patinatge de velocitat sobre gel, sis en categoria masculina i sis més en categoria femenina. En aquesta edició s'incorporaren dues noves proves, la persecució per equips tant en categoria masculina com femenina.
Les proves es realitzaren entre els dies 11 i 21 de febrer de 2006 a les instal·lacions de l'Oval Lingotto.

## Medaller
| Pos.  | País            | Or | Plata | Bronze | Total |
| 1     | Països Baixos   | 3  | 2     | 4      | 9     |
| 2     | Canadà          | 2  | 4     | 2      | 8     |
| 3     | Estats Units    | 3  | 3     | 1      | 7     |
| 4     | Itàlia          | 2  | 0     | 1      | 3     |
| 5     | Alemanya        | 1  | 1     | 1      | 3     |
| 5     | Rússia          | 1  | 1     | 1      | 3     |
| 7     | R.P. de la Xina | 0  | 1     | 1      | 2     |
| 8     | Corea del Sud   | 0  | 0     | 1      | 1     |
| Total | Total           | 12 | 12    | 12     | 36    |

## Medallistes

### Homes
| Prova                         | Or                                                                               | Plata                                                                                   | Bronze                                                                                        |
| 500 m Detalls                 | Joey Cheek                                                                       | Dmitry Dorofeyev                                                                        | Lee Kang-seok                                                                                 |
| 1000 m Detalls                | Shani Davis                                                                      | Joey Cheek                                                                              | Erben Wennemars                                                                               |
| 1500 m Detalls                | Enrico Fabris                                                                    | Shani Davis                                                                             | Chad Hedrick                                                                                  |
| 5000 m Detalls                | Chad Hedrick                                                                     | Sven Kramer                                                                             | Enrico Fabris                                                                                 |
| 10000 m Detalls               | Bob de Jong                                                                      | Chad Hedrick                                                                            | Carl Verheijen                                                                                |
| Persecució per equips Detalls | Itàlia Matteo Anesi · Stefano Donagrandi* · Enrico Fabris · Ippolito Sanfratello | Canadà Arne Dankers · Steven Elm · Denny Morrison* · Jason Parker* · Justin Warsylewicz | Països Baixos Sven Kramer · Rintje Ritsma* · Mark Tuitert · Carl Verheijen · Erben Wennemars* |

* Els patinadors marcats amb un asterisc no van participar en la final, però van ser guardonats igualment amb medalles.

### Dones
| Prova                         | Or | Plata                                                                                        | Bronze |
| 500 m Detalls                 | Svetlana Zhurova                                                                                         | Wang Manli                                                                                   | Ren Hui |
| 1000 m Detalls                | Marianne Timmer                                                                                          | Cindy Klassen                                                                                | Anni Friesinger                                                                                                 |
| 1500 m Detalls                | Cindy Klassen                                                                                            | Kristina Groves                                                                              | Ireen Wüst |
| 3000 m Detalls                | Ireen Wüst                                                                                               | Renate Groenewold                                                                            | Cindy Klassen                                                                                                   |
| 5000 m Detalls                | Clara Hughes                                                                                             | Claudia Pechstein                                                                            | Cindy Klassen                                                                                                   |
| Persecució per equips Detalls | Alemanya Daniela Anschütz-Thoms · Anni Friesinger · Lucille Opitz* · Claudia Pechstein · Sabine Voelker* | Canadà Kristina Groves · Clara Hughes · Cindy Klassen* · Christine Nesbitt · Shannon Rempel* | Rússia Yekaterina Abramova · Varvara Barysheva* · Galina Likhachova* · Yekaterina Lobysheva · Svetlana Vysokova |

* Les patinadores marcades amb un asterisc no van participar en la final, però van ser guardonades igualment amb medalles.